# Biopsyche thoracicum
Biopsyche thoracicum är en fjärilsart som beskrevs av Augustus Radcliffe Grote 1865. Biopsyche thoracicum ingår i släktet Biopsyche och familjen säckspinnare. Inga underarter finns listade i Catalogue of Life.